# Hangerer
Hangerer är en bergstopp i Österrike.   Den ligger i distriktet Imst och förbundslandet Tyrolen, i den västra delen av landet, 400 km väster om huvudstaden Wien. Toppen på Hangerer är 3 020 meter över havet, eller 144 meter över den omgivande terrängen. Bredden vid basen är 0,47 km.
Terrängen runt Hangerer är huvudsakligen bergig. Runt Hangerer är det ganska glesbefolkat, med 38 invånare per kvadratkilometer.. Närmaste större samhälle är Sölden, 14,9 km norr om Hangerer. 
Trakten runt Hangerer består i huvudsak av gräsmarker.